# Amani Aguinaldo
Manuel Aguinaldo Santos Aguinaldo (Las Piñas, 24 aprile 1995) è un calciatore filippino, difensore del Rayong e della nazionale filippina.

## Carriera

### Club
Prodotto delle giovanili del Loyola M.S., viene promosso in prima squadra nel 2012. Dopo aver compiuto un'apparizione in occasione della Singapore Cup di quell'anno, viene acquistato dal Global. Nel 2018 passa al United City.

### Nazionale
Dopo aver svolto tutta la trafila delle nazionali giovanili, compie il suo debutto con la maglia della nazionale filippina il 14 agosto 2013, subentrando a James Younghusband al 63' di un'amichevole contro l'Indonesia.